# Pomba-de-óculos
Pomba-de-óculos (nome científico: Patagioenas corensis) é uma espécie de ave da família dos columbídeos.

## Distribuição geográfica
Pode ser encontrada nos seguintes países: Aruba, Colômbia, Antilhas Holandesas e Venezuela.
Os seus habitats naturais são: florestas secas tropicais ou subtropicais e matagal árido tropical ou subtropical.